# Temple Grandin (filme)
Temple Grandin é um telefilme norte-americano de 2010, dirigido por Mick Jackson e exibido pelo canal HBO.

## Sinopse
Filme biográfico sobre Temple Grandin, uma mulher com autismo que revolucionou as práticas para o tratamento racional de animais em fazendas e abatedouros. Visitando a fazenda de sua tia Ann no Arizona em 1966, Temple inicia seu primeiro contato com animais, que influenciariam sua vida e carreira. A jaula para prender bovinos a inspirou na construção de um aparelho para si própria para refugiar-se de seus frequentes ataques de pânico.
Sua mãe Eustácia, mesmo com a recomendação médica de interná-la em uma instituição psiquiátrica, insiste em proporcionar-lhe educação formal. Em uma escola para crianças superdotadas, é encorajada por seu professor de Ciências, o Dr. Carlock. Este percebe seu talento em "pensar em imagens e conectá-las", e a incentiva a prosseguir sua educação em uma universidade.

## Elenco
- Claire Danes — Temple Grandin
- Julia Ormond — Eustacia, mãe de Temple
- Catherine O'Hara — tia Ann
- David Strathairn — Dr.Carlock

## Produção
Filmado no Texas, especialmente em Austin, o roteiro foi baseado nos livros “Emergence" e “Thinking in Pictures" de Temple Grandin.

## Prêmios
Nos Prémios Emmy de 2010, venceu em cinco das sete categorias indicadas para minissérie ou telefilme: melhor filme, direção, atriz (Claire Danes), ator coadjuvante (David Strathairn), atriz coadjuvante (Julia Ormond). Venceu também nas categorias técnicas de melhor música (Alex Wurman) e montagem (Leo Trombetta). Claire Danes venceria também o Globo de Ouro de melhor atriz em minissérie ou filme para televisão e o SAG da mesma categoria.